# 조광익 효자 정려각
조광익 효자 정려각(曺光益 孝子 旌閭閣)은 대한민국 경상남도 밀양시 초동면 오방리에 있는 정려각이다. 2004년 10월 21일 경상남도의 문화재자료 제358호로 지정되었다.

## 개요
이 정려는 효자 조광익(1537~1518)의 대표를 표창하라는 왕명으로 세워진 "효자조봉대부형조정랑 겸 춘추관 기주관 조광익 려"이다. 본시 태생지인 창원 지개동에 세워졌는데(1592)임란에 소실되어 이곳으로 이건 하였다(1634년) 공은 일찍 토계의 문도가 되어 경학을 강마하였으며 사마시에 합격하고 중시에 장원급제하여 형조정량으로 승천되었다. 천상을 당해 상례가 어김 없었고 모친을 지효로 섬기니 향리는 물론 밀양, 창원, 영천의 사림이 감복하여 순찰사가 그 효행을 나라에 장개하였다. 모상을 당하여는 려묘살이를 통한 과애러 거의 죽게되니 한강, 율곡, 고봉 등 재현들이 글로서 타이르고 선생 38세에 도내 사림이 또 선생의 효행을 들어 장개를 올리니 순찰사가 왕에게 진달했다. 상기를 끝내자 동생 호익이 강동에 적거중이므로 평안도사를 자청 형제간 손잡고 정회를 풀다가 임지에서 졸하였다,(42세) 선조가 부음을 듣고 교서를 내려 "조광익의 효는 정말 출천이다. 지성으로 어버이를 섬겼고 부모상을 당하여는 예로서 다히니 향리가 탄복했다. 삼강행실에 기록하고 정려로서 표창하라" 하였다.

## 참고 문헌
- 조광익효자정려각 - 국가유산청 국가유산포털